# Мемориал «Труженику Луганщины»
Мемориал «Труженику Луганщины» (укр. Меморіал «Трудівникові Луганщини») — памятник, установленный в 1967 году в Луганской области.

## Общая характеристика
В 1967 году на Советской улице был установлен памятник в честь тружеников Луганщины, приуроченный к 50-летию Великой Октябрьской Социалистической революции. Полное название мемориала — «Труженику Луганщины в честь 50-летия Октября». Авторами памятника стали скульпторы И.  П.  Овчаренко, И.  М.  Чумак и архитектор.  М.  Житомирский. Памятник представляет собой скульптуру рабочего, держащего в руках над головой факел. Скульптура установлена на прямоугольной платформе, где накладными буквами написано:
| « | Труженику Луганщины в честь 50-летия Октября. Ноябрь 1967 г. | » |

## Реставрация памятника
Первым материалом, из которого был возведён памятник, послужил бетон, который под действием природных факторов проявил признаки разрушения. Было принято решение покрыть скульптуру слоем меди, а бетонную основу, которая была сильно повреждена в результате нескольких дорожно-транспортных происшествий, заменить на гранитную. Выполнением данных задач занималась компания «Луганськміськбуд», а медью скульптуру покрывали специалисты из Харькова.
Для освещения в вечернее время возле памятника установлена специальная подсветка. По словам первого заместителя городского главы Манолиса Пилавова, из городского бюджета на реставрационные работы было выделено 400 тыс. гривен. 26 июня 2009 года состоялось повторное открытие теперь уже медного памятника.

### Народные названия
В народе памятник называют по-разному: «мужик с факелом», «поджигатель», «пироманьяк» и даже «Фантомас».